# Takumi Saitō (acteur)
Pour les articles homonymes, voir Saito et Takumi Saitō.
Takumi Saitō (斎藤工, Saitō Takumi), né le 22 août 1981 à Tokyo, est un acteur et un chanteur de musique pop japonais.

## Biographie
Takumi Saitō connaît depuis ses débuts (1992, mais surtout en 2001), un succès grandissant au Japon. Il appartient à une jeune génération d'acteurs formés pour le cinéma et la chanson, avec une spécialité : les films sentimentaux (romances) qui ont pour sujet les amours masculines. Comme son contemporain Kotani Yoshikazu, sa participation à des tournages inspirés par les mangas facilite sa popularité.

## Une carrière commence
On le voit notamment dans The Prince of Tennis (2006), film adapté au manga du même nom. Le film Boys Love, de Kotaro Terauchi, sorti en novembre 2006 (où Saito joue le rôle d'un modèle aux côtés de Kotani Yoshikazu), a connu un tel succès qu'un Boys Love II est sorti en 2007 (mais avec un autre acteur).
Il a joué également dans Itsuka no kimi e, film de Kei Horie, sorti en novembre 2007. Dans la même veine sentimentale, il incarne le personnage principal dans Sukimoto de Mitsuhiro Mihara.
Il a interprété des rôles dans Clearness (2008) et dans Akanbo shojo (2008). Il joue également dans des séries sentimentales et comiques, pour la télévision japonaise. Il participe notamment en 2010 à Aligato, série télévisée que NHK a consacrée au créateur de mangas Shigeru Mizuki (réalisée par Nao Matsushita).
Récemment, il incarne Mitsuru Kurosawa dans Karamazov no kyōdai en 2013, rôle plutôt différent de ces précédents rôles.
Le risque, pour cet acteur, est peut-être de s'enfermer dans le personnage du beau ténébreux. En même temps, son jeu naturel contribue à une image normalisée de l'amour masculin, au point d'en faire un thème accessible, compréhensible, c'est-à-dire universel.

## Filmographie
- 2001 : Toki no kaori: Remember me : Yūji
- 2004 : Umizaru : Shinji Tadokoro
- 2005 : Kabuto-Ō Bītoru : Hametsu Oh Disaster
- 2006 : Tennis no ōjisama : Bystander
- 2006 : Ulysses : Sarai
- 2006 : Zura Deka : Detective Yatsuda
- 2006 : Sukitomo : Aoi Tomokazu
- 2007 : Itsuka no kimi e : Noboru / Ryu Fukami
- 2007 : Kurianesu : Ryou
- 2008 : Akanbo shōjo : Takaya Yoshimura
- 2008 : Shunkinshō : Sasuke
- 2009 : Kujira: Gokudo no Shokutaku : Maruha
- 2009 : Gekijō-ban: Erīto Yankī Saburō : Riki
- 2009 : Kyūketsu Shōjo tai Shōjo Furanken : Jyugon Mizushima
- 2009 : Kafe sōru : Jun Isaka
- 2009 : 20-seiki shōnen: Saishū-shō - Bokura no hata
- 2009 : RoboGeisha : Hikaru Kageno
- 2009 : Akumu no erebētā : Jun Ogawa
- 2010 : Shibuya : Cameo
- 2010 : Kyōretsu mōretsu! Kodai shōjo Dogu-chan matsuri! Supesharu mūbī edishon : Dokigoro
- 2010 : 13 Assassins : Uneme Makino
- 2010 : Nihon bundan: Heru doraibā
- 2010 : Saibanchō! Koko wa chōeki 4-nen de dousuka : Akira Natsuki
- 2010 : Space Battleship Yamato : Akira Yamamoto
- 2011 : Kimi no sukina uta : Hideo Mizogami
- 2011 : Asu naku : Takeshi
- 2012 : Ace Attorney (Gyakuten saiban) : Reiji Mitsurugi (Miles Edgeworth)
- 2012 : Furyō shōnen: 3,000-nin no atama : Takaya Sendo
- 2012 : Ai to Makoto : Hiroshi Iwashimizu
- 2013 : Mememe no kurage
- 2013 : Miss Pilot
- 2013 : Warau kyotō
- 2013 : Goddotan: Kisu gaman senshuken the Movie
- 2013 : Nuigurumā Z
- 2013 : Ninja Theory
- 2014 : Dakishimetai: Shinjitsu no monogatari
- 2014 : Ninja Torakage
- 2014 : Yokudô : Chihiro
- 2015 : Haruko's Paranormal Laboratory (Haruko chōjō genshō kenkyūjo) de Lisa Takeba
- 2015 : Riaru onigokko : High School Boy / Lord
- 2015 : Kazoku gokko
- 2015 : 7's
- 2016 : Mubansō : Yunosuke Seki
- 2016 : Kōdaike no hitobito
- 2016 : Danchi
- 2016 : Unrequited Love : Shinichi (segment "Something Blue")
- 2016 : Shin Gojira : Ikeda, Tank Captain
- 2016 : Re: Born : Kenichi
- 2016 : Tanemaku tabibito: Yume no tsugiki
- 2016 : High & Low the Red Rain : Takeru Amamiya
- 2017 : Kodoku: Mītobōru mashin
- 2017 : Blank 13 : Yoshiyuki Hashida
- 2017 : Burū Hātsu ga kikoeru
- 2017 : Hirugao: Heijitsu Gogo 3 ji no koibitotachi
- 2017 : Cross : Yuji Yanagita
- 2017 : Reborn! : Kenichi
- 2017 : Meatball Machine Kodoku
- 2018 : Blank 13 : Yoshiyuki Matsuda
- 2018 : Ikiru Machi : Shinichi Noda
- 2018 : Last winter, we parted : Yudai Kiharazaka
- 2018 : Rāmen Teh ou ラーメンテー (La Saveur des Rāmen)
- 2018 : Nomitori Samurai : Tomonosuke Saeki
- 2019 : The prisoner of Sakura : Shiro Kurata
- 2019 : Mahkong Horoki 2020 : Boyatetsu
- 2020 : Fukushima 50 de Setsurō Wakamatsu : Takizawa
- 2020 : Damashie no Kiba : Hajime Gunji
- 2020 : Ito : Daisuke Mizushima
- 2022 : Shin Ultraman : Shinji Kaminaga
- 2024: Le Joueur de Go de Kazuya Shiraishi:  Hyogô Shibata
- 2025 : Bullet Train Explosion de Shinji Higuchi : Yuichi Kasagi